# Oviducto
Se conoce como oviducto al conducto desde los ovarios al exterior del cuerpo. En las hembras de mamíferos, este pasaje también se conoce como trompa uterina.  
Los óvulos viajan a lo largo del oviducto (solamente en seres humanos) y serán fecundados por espermatozoides para convertirse en un cigoto, o bien degenerarán en el cuerpo.

## Peces y anfibios
En los anfibios y peces pulmonados, es un tubo simple y ciliado, lleno de glándulas secretoras que producen el moco viscoso que rodea al óvulo. En todos los demás vertebrados, dependiendo del tipo de huevos producidos, usualmente hay un cierto grado de especialización del oviducto.
En los peces cartilaginosos, La hembra encierra el huevo en la porción media del tubo que se desarrolla en una cápsula de colágeno llamada glándula nidamental. La primera parte de esta glándula segrega la clara de huevo, mientras que la parte interna segrega una dura cápsula córnea que protege el huevo en desarrollo. Por debajo de la cáscara glandular se encuentra el ovisaco, una región distendida en la que se almacenan los óvulos antes de la colocación externa. En las especies de ovovivíparos, el huevo se mantiene dentro del ovisaco hasta que sale del cascarón. Algunos peces cartilaginosos, sin embargo, son verdaderamente vivíparos, dando a luz a crías vivas, sin la producción de cáscara alrededor del huevo. En estas formas, los ovisacos nutren al embrión en desarrollo, a menudo con la ayuda de derivaciones vasculares similares a la placenta de los mamíferos, pero mucho más simples.
Los peces aletas radiadas más primitivos retienen la estructura simple del oviducto, aquella que también se encuentra en los peces pulmonados. Sin embargo, en los teleósteos, existen pliegues de peritoneo que encierran parte del ovario y la parte más superior del ovidcuto, fundiéndolos en una sola estructura. El ovario mismo es hueco y los huevos se derraman en esa cavidad central y, desde allí, pasan directamente hacia el oviducto. La naturaleza cerrada del sistema reproductor femenino en estos peces hace que sea imposible para los huevos escapar a la cavidad general del cuerpo, un proceso necesario en el desarrollo embrionario, dado que miles o incluso millones de huevos pueden ser liberados en un solo desove.

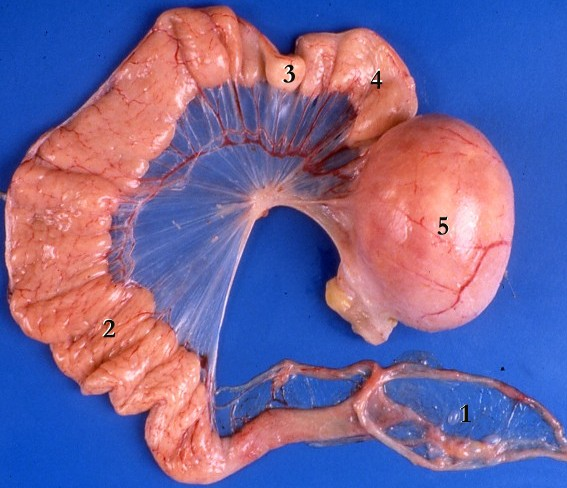
Oviducto el ejemplo de un pollo 1. Infundíbulo, 2. Oviduct magnum, 3. Istmo, 4. Sostenedor de huevo con glándula de la cáscara, 5. Vagina con huevo interna y cloaca

## Amniotas
En los amniotas (reptiles, aves y mamíferos) el óvulo está rodeado por una capa exterior, o saco amniótico, lo que ha conllevado a un mayor desarrollo del oviducto. En reptiles, aves y monotremas, la parte principal del oviducto es un túbulo muscular, capaz de distensión considerable para el transporte de los huevos grandes producidos por el animal. Esta parte del oviducto se alinea con glándulas que secretan los componentes de la clara de huevo. La parte inferior del oviducto o útero, tiene una capa más gruesa de músculo liso y contiene las glándulas que secretan la cáscara de huevo.
En los marsupiales y mamíferos placentarios, el útero se reviste por un endometrio, y está más desarrollado que en los amniotas que ponen huevos. En muchos mamíferos placentarios, los úteros de cada lado se vuelven parcial o totalmente fusionados en un solo órgano, aunque en los marsupiales permanecen completamente separados. En los mamíferos, la porción del oviducto encima del útero se conoce como la trompa de Falopio.

## En las aves
- Infundíbulo del oviducto (formación de chalazas, lugar de la fecundación)
- Magnum (formación de clara de huevo)
- Istmo (formación de la membrana de la cáscara)
- Glándula Externa (formación de la cáscara de huevo)
- Vagina (formación de cutícula)

- Datos: Q36857